# Teplinus velatus
Teplinus velatus là một loài bọ cánh cứng trong họ Corylophidae. Loài này được Mulsant & Rey miêu tả khoa học đầu tiên năm 1861.